# Biskupin-Sępolno-Dąbie-Bartoszowice
Biskupin-Sępolno-Dąbie-Bartoszowice – osiedle administracyjne Wrocławia utworzone na terenie byłej dzielnicy Śródmieście.
Osiedle Biskupin-Sępolno-Dąbie-Bartoszowice powstało na mocy uchwały Rady Miejskiej Wrocławia XX/110/91 wprowadzającej nowy system podziału administracyjnego Wrocławia, gdzie osiedla zastąpiły funkcjonujące do tej pory dzielnice. Osiedle obejmuje obszar czterech dawnych wsi przyłączonych do miasta w dniu 1 kwietnia 1928 – Biskupina, Dąbia, Bartoszowic i Sępolna, a także tereny Sępolna przyłączone do Wrocławia w roku 1924, część terenów dawnej wsi Szczytniki znajdujących się w granicach miasta od roku 1868 oraz Wyspę Opatowicką, która w dawnym podziale administracyjnym miasta należała do dzielnicy Krzyki. Osiedle zajmuje południową część tzw. Wielkiej Wyspy granicą, która oddziela je od sąsiedniego osiedla Zacisze-Zalesie-Szczytniki jest oś ulicy Adama Mickiewicza.